# Elīza Tīruma
Elīza Tīruma (n. 21 august 1990, Sigulda, Republica Sovietică Socialistă Letonă, URSS) este o sportivă ce a reprezentat Letonia, medaliată olimpică. A participat la 2 ediții ale Jocurilor Olimpice (2014, 2018) în care a câștigat 1 medalie de bronz.